# Rostellariella barbieri
Rostellariella barbieri là một loài ốc biển, là động vật thân mềm chân bụng sống ở biển trong họ Rostellariidae.